# Hottentotta navidpouri
Espèce
Hottentotta navidpouri est une espèce de scorpions de la famille des Buthidae.

## Distribution
Cette espèce est endémique de la province du Hormozgan en Iran. Elle se rencontre vers Lengeh.

## Description
Le mâle holotype mesure 104,35 mm et la femelle paratype 94,80 mm.

## Étymologie
Cette espèce est nommée en l'honneur de Shahrokh Navidpour.

## Publication originale
- Kovařík, Yağmur & Moradi, 2018 : « Two new Hottentotta species from Iran, with a review of Hottentotta saulcyi (Scorpiones: Buthidae). » Euscorpius, no 265, p. 1-14 (texte intégral).